# Paleolítico Superior
Paleolítico Superior é a terceira e última divisão do Paleolítico, estando entre o Paleolítico Médio e o Neolítico. Inicia-se há cerca de 100 mil anos atrás na África e no Oriente Médio, e há 50 mil anos na Eurásia; termina com o advento da agricultura e da sedentarização, em torno de doze mil anos atrás. Os registros arqueológicos do período revelam um acelerado distanciamento comportamental do Homo sapiens em relação às outras espécies do gênero Homo, configurando a chamada “revolução cultural” ou “explosão criativa”. O Paleolítico Superior é caracterizado pelo aperfeiçoamento da indústria lítica, pela complexificação da manifestação artística e pelo intenso comportamento simbólico.
Outros dois grandes avanços foram o desenvolvimento da agricultura e a domesticação dos animais. Cultivando a terra e criando animais, o homem conseguiu diminuir sua dependência com relação à natureza. Com esses avanços, foi possível a sedentarização, pois a habitação fixa tornou-se uma necessidade.

## Indústria lítica
No que diz respeito ao aprimoramento tecnológico, as lâminas, em oposição às lascas de pedra, se tornaram cada vez mais comuns. O critério clássico de distinção entre tais ferramentas é a relação entre o comprimento e a largura, sendo que o instrumento é considerado uma lâmina quando é duas vezes mais comprido do que largo. Simultaneamente, houve uma diminuição da razão entre a quantidade de matéria-prima desses instrumentos e seu fio cortante, isto é, as lâminas eram mais longas e esguias que as lascas, permitindo a extração de múltiplas lâminas de um único núcleo de pedra. As lâminas, peças superiores às suas antecessoras, tornaram-se artefatos mais delicadamente trabalhadas a partir da “explosão criativa”. Há evidências, por exemplo, de cabeças de lança ocas a fim de maximizar o sangramento da caça.  
Igualmente, ocorreu nesse período uma diversificação de matérias-primas: a madeira, o osso, a concha, o marfim e mesmo a cerâmica popularizaram-se. Com a variedade de materiais, surgiram também os utensílios compostos por duas ao mais matérias-primas, como as lanças, constituídas por uma longa haste de madeira e uma cabeça lítica ou óssea. Outra inovação importante deste período é a especialização dos utensílios, sendo abundantes os micrólitos, ferramentas líticas miniaturizadas. Nesta lista de aparelhos, inclui-se redes de pesca, arpões serrilhados, anzois e agulhas. 

## Pensamento simbólico

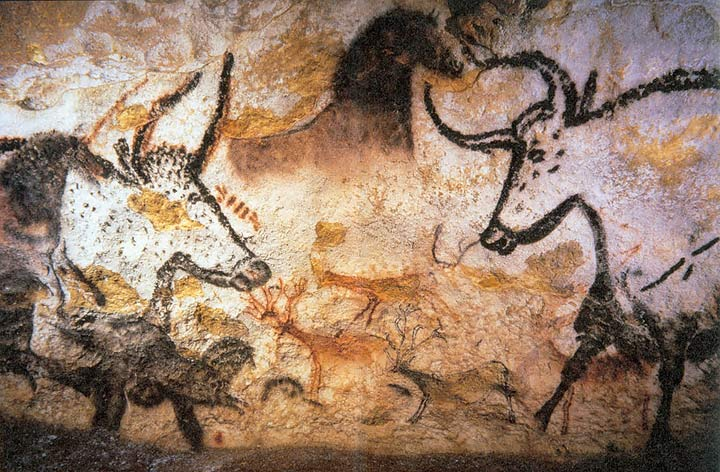
Búfalos pintados na Gruta de Lascaux, um dos sítios de arte rupestre mais famosos do mundo.

O pensamento simbólico, “a capacidade de produção de redes de símbolos, envolvendo graus elevados de imaginação e abstração”, é entendido como uma marca definidora de nossa espécie, mas não exclusiva (DA-GLÓRIA, 2018, p. 131). Primeiramente, outras espécies do gênero Homo, sobretudo os neandertais, apresentaram significação simbólica complexa; em segundo lugar, o comportamento de nossa espécie singularizou-se apenas nos últimos 50 mil anos, justamente no Paleolítico Superior. Portanto, encontram-se evidências arqueológicas de simbolismo em várias espécies, sendo as mais complexas, porém, relacionadas aos sapiens. Três indicadores de pensamento simbólico destacam-se: a arte, os adornos corporais e os ritos funerários. 
Tal como a indústria lítica, a arte rupestre apresenta um salto de abundância e complexidade no Paleolítico Superior. Na famosa caverna francesa de Lascaux, há pinturas que valem-se de técnicas como a pulverização e a projeção de pigmentos, bem como o eventual uso de pinceis e carimbos; há mesmo representações complexas do movimento de búfalos. 
Além da arte rupestre, há a produção de “objetos artísticos portáteis”, quais sejam adornos, esculturas, flautas, etc. Estatuetas características do período são as chamadas vênus, amuletos de fertilidade que representam uma figura feminina corpulenta, como a Vênus de Willendorf ou a de Brassempouy. Outro tipo de escultura comum eram as figuras animais, por vezes antropomorfizadas, como o homem-leão de Hohlenstein, da Alemanha, ou o cavalo de Lourdes, da França, ambos entalhados em marfim. 

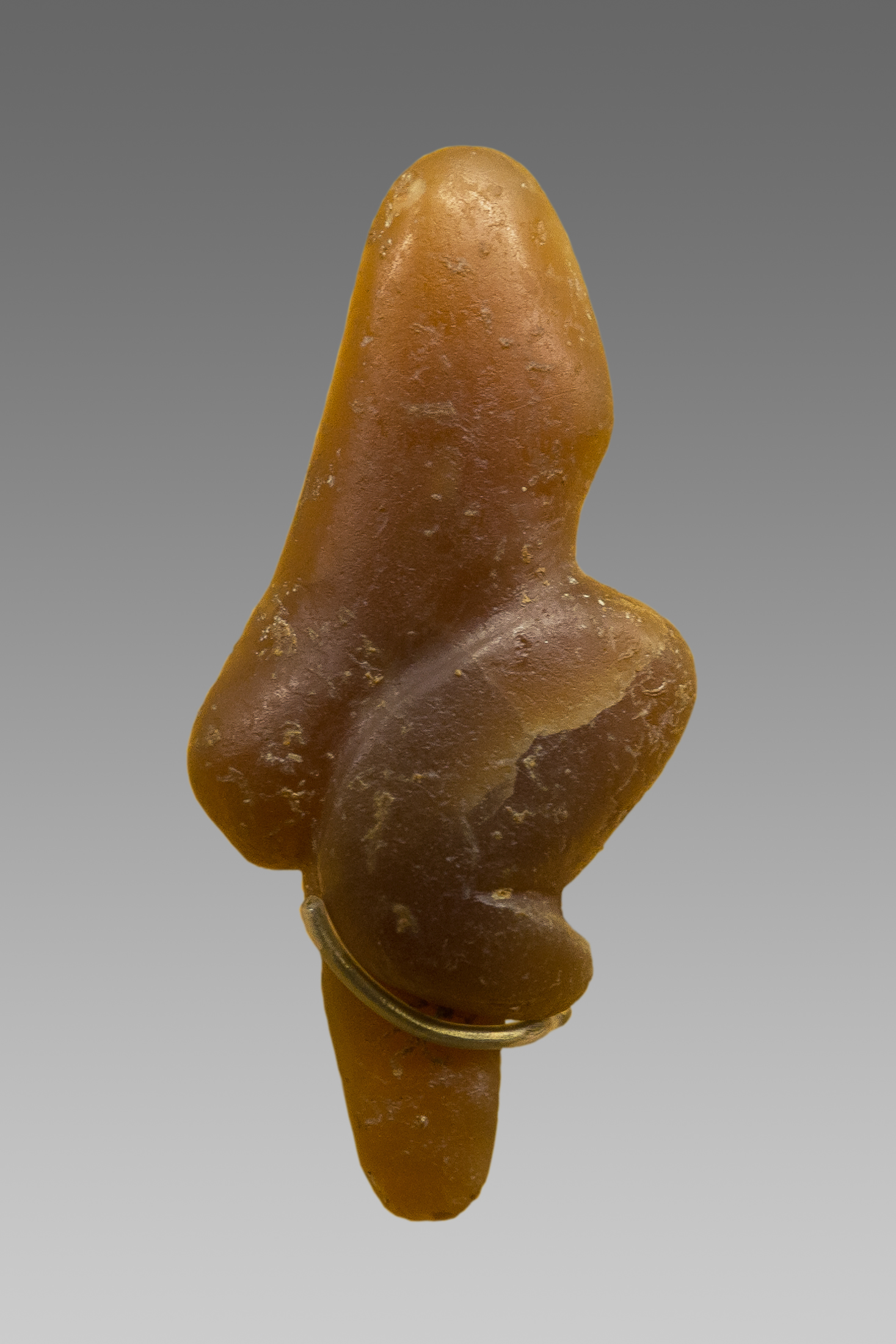
Chamada de Vênus de Tursac, a peça foi esculpida em âmbar e possui oito centímetros de altura (Abri du Facteur, Tursac, Dordonha - cerca de 30 mil anos).

A produção lítica do Paleolítico Superior distingue-se das indústrias anteriores pelo aumento quantitativo e qualitativo dos registros arqueológicos, ou seja, os artefatos do período são mais numerosos e complexos. Além disso, apresentam traços simbólicos e técnicas culturais que variam conforme o tempo e o local. 
Quanto aos adornos, em diversos sítios da África, do Levante e da Europa são encontradas conchas perfuradas e resíduos de pigmentos, principalmente o ocre. Os primeiros eram usados como adereços e os segundos serviam para a pintura corporal. Há também indícios de que neandertais retiravam as garras e as penas de aves para fins estéticos. 
A música também tinha seu lugar na produção artística do período. É provável que nossos ancestrais produzissem instrumentos de madeira e pele animal; entretanto, esses materiais são perecíveis e os artefatos conhecidos foram fabricados a partir de ossos de abutres ou de marfim de mamute. 
Finalmente, os sepultamentos ritualizados são outra marca do Paleolítico Superior. Complexos, eles frequentemente contam com mais de um indivíduo sepultado na mesma vala e possuem oferendas, itens que incluem conchas, dentes e outros ossos e pigmentos. O exemplo máximo é o sítio de Sungir, na Rússia, datado de 30 mil anos atrás. Nele, os restos humanos, tanto de adultos quanto de crianças, estão sepultados juntos de adornos, que, em certos casos, chegam a somar milhares de contos de marfim e centenas de dentes animais. Tais ritos funerários são evidências de “mundos imaginados que ultrapassam a realidade concreta” e estão ligados à compreensão do sobrenatural, do mitológico e do religioso (DA-GLÓRIA, 2018, p. 132). 

## Hipóteses sobre o desenvolvimento do pensamento simbólico
O “modelo neural” foi a primeira hipótese que buscou esclarecer a origem do pensamento simbólico, inaugurando o grupo de hipóteses chamadas intrínsecas. Proposta por Richard Klein, o modelo postula uma rápida evolução neurológica; por meio da seleção natural, os favorecidos pela mutação teriam substituído rapidamente os demais. Tal hipótese apoia-se sobretudo na suposta escassez de registros arqueológicos que sugiram o comportamento simbólico antes de 50 mil anos atrás. A explicação, porém, carece de fundo biológico concreto e falha em explicar as evidências de simbolismo que precedem o Paleolítico Superior. 
O segundo grupo de hipóteses, as extrínsecas, fala de um acúmulo de conhecimento gradual e a longo prazo (ao menos 150 mil anos). Este modelo, portanto, está associado a uma demografia favorável, onde fosse possível que as novas técnicas fossem passadas adiante pelo contato entre diferentes grupos humanos ao invés de perdidas logo na geração inventora. Expoentes do modelo neural contra-argumentam que o Paleolítico Superior é precedido justamente por uma diminuição da densidade populacional, embora os dados utilizados ainda estejam em amplo debate. 

## Cronologia
- 300 000 a.C. – Primeira (questionada) evidência de uma cerimônia de enterro de mortos. Num sítio arqueológico como o de Atapuerca, na Espanha, foram encontrados ossos de 32 indivíduos no buraco de uma caverna.[7]
- 130 000 a.C. – Evidência de uma cerimônia de enterro. Homens de Neanderthal enterravam os mortos em sítios, como os de Krapina, na Croácia.[7]
- 100 000 a.C. – O mais antigo ritual de enterro de seres humanos modernos é considerado como originário de Qafzeh, em Israel. Há duas cerimônias do que se supõe serem uma mãe e um criança. Os ossos foram manchados com ocre vermelho.[8][9]
- 100 000 a 50 000 a.C. – Aumento do uso do ocre vermelho em vários sítios arqueológicos da Idade da Pedra, sendo considerado de grande importância nos rituais.
- 70 000 a.C. – Traços de culto a cobras descobertos em Ngamiland, região da Botswana.[10]
- 50 000 a.C. – Humanos evoluem em gestos associados com o comportamento humano moderno. Muito desta evidência tem origem na Idade da Pedra Tardia, em sítios africanos. Este comportamento denominado de moderno abrange habilidades com a língua, o pensamento abstrato, simbolismo e religião.[9]
- 42 000 a.C. – Cerimônia de rituais de humanos no Lago Mungo (Austrália). O corpo aparece respingado por grande quantidade de ocre vermelho. Para alguns estudiosos, é considerado como uma evidência de que o povo australiano importou os rituais que eram praticados na África. Porém, devido à sua distância, não se pode afirmar tal, pois as relações comerciais entre oceanos tão distantes tornava praticamente inviável esta afirmação. Podendo-se assim, postular que seria uma coincidência da técnica usada.
- 40 000 a.C. – Início do Paleolítico Superior na Europa. Há uma abundância de fósseis, incluindo cerimônias elaboradas de enterro de mortos; registros arqueológicos das chamadas Vênus paleolíticas; e arte rupestre. As estatuetas de Vênus são consideradas deusas da fertilidade. As pinturas de caverna em Chauvet e Lascaux são consideradas representativas da manifestação de um pensamento religioso.
- 30 000 a.C. – O mais recente registro da cerimônia de enterro de um xamã (pajé ou sacerdote).[11]
- 11 000 a.C. – Início da Revolução Neolítica.

## Culturas

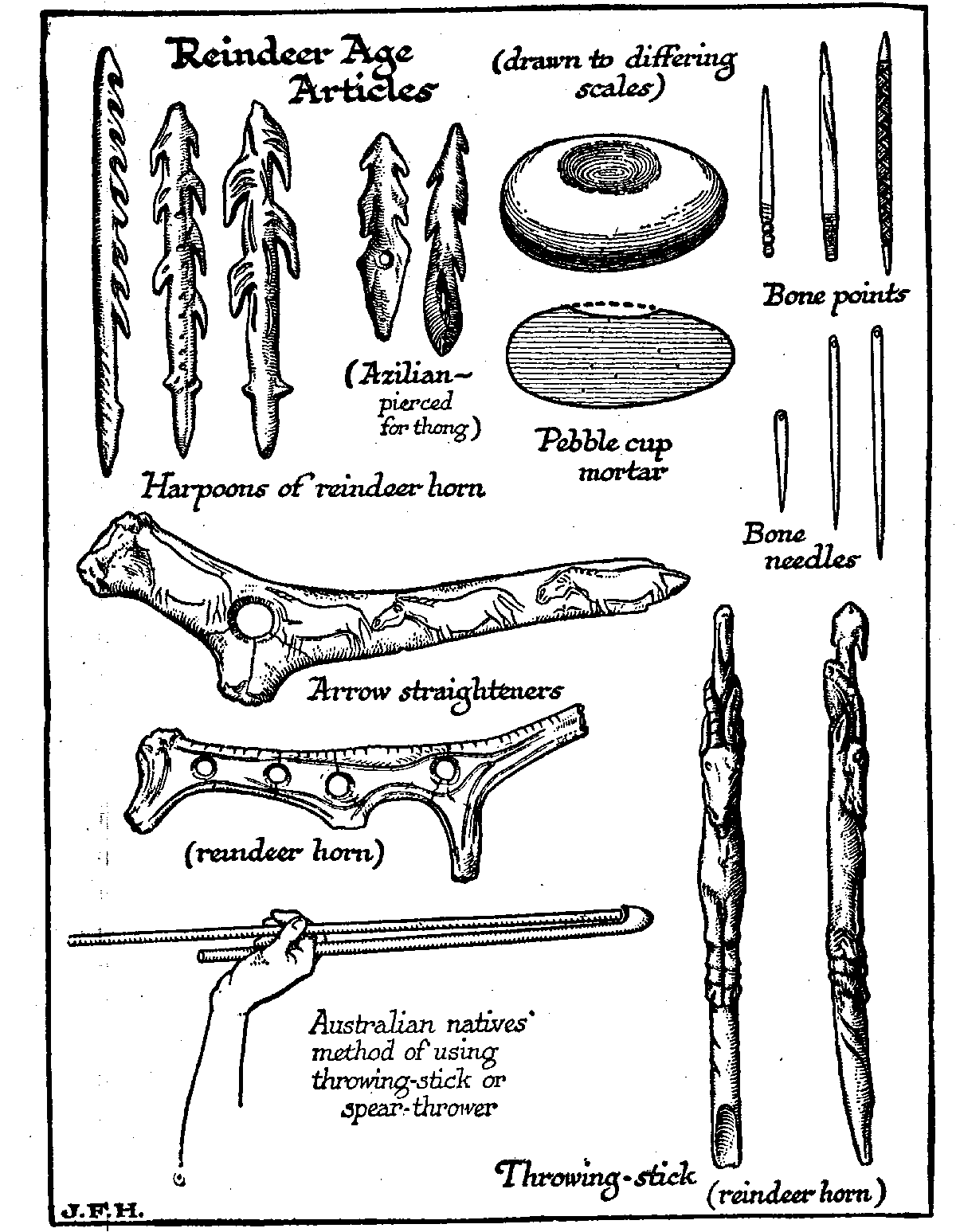
Artigos da Era das Renas

O Paleolítico Superior na região franco-cantábrica:
- A cultura Chatelperroniana foi localizado ao redor do centro e sudoeste da França e norte da Espanha. Ele parece ser derivado a partir da cultura anterior mousteriana, e representa o período de sobreposição entre neandertais e Homo sapiens. Essa cultura durou de c. 33 000 a 27 000 a.C..

- A cultura aurignaciana foi localizada na Europa e sudoeste da Ásia, e floresceu entre 32 000 a.C. e 21 000 a.C.. Pode ter sido contemporânea com a Perigordiana (um agrupamento contestado das culturas anteriores e mais tarde Chatelperroniana-Gravetiana).
- A cultura Gravetiana foi localizada em toda a Europa. Os sítios gravetianos datam entre 26 000 a.C. a 20 000 a.C..
- A cultura Solutreana foi localizada no leste da França, Espanha e Inglaterra. Artefatos solutreanos foram datados de cerca de 19 000 a.C., antes de desaparecer misteriosamente em torno de 15 000 a.C..
- A cultura Magdaleniana deixou evidências de Portugal à Polónia durante o período de 16 000 a.C. a 8 000 a.C..